# Carl Johan Hartman (köpman)
Carl Johan Hartman, född 1838, död 1917, var en köpman och kommerseråd specialiserad inom järnhandel i Vasa i Finland.
Hartman grundade 1862 C.J. Hartmans Kolonialvaruhandel vid torget i Vasa, ett handelshus som kom att utvecklas till en av de tidigaste specialiserade järnhandlarna i Finland. 1892 omsatte järnavdelningen mer än alla övriga avdelningar tillsammans, affären börjar marknadsföras som C. J. Hartmans Jernboda. På 1910-talet var affären omsättningsvis en av landets största.
1888 förlänas Carl Johan Hartman titeln kommerseråd för att aktivt ha verkat för handeln och industrin i Vasa.